# Ілку Маріон Золтанович

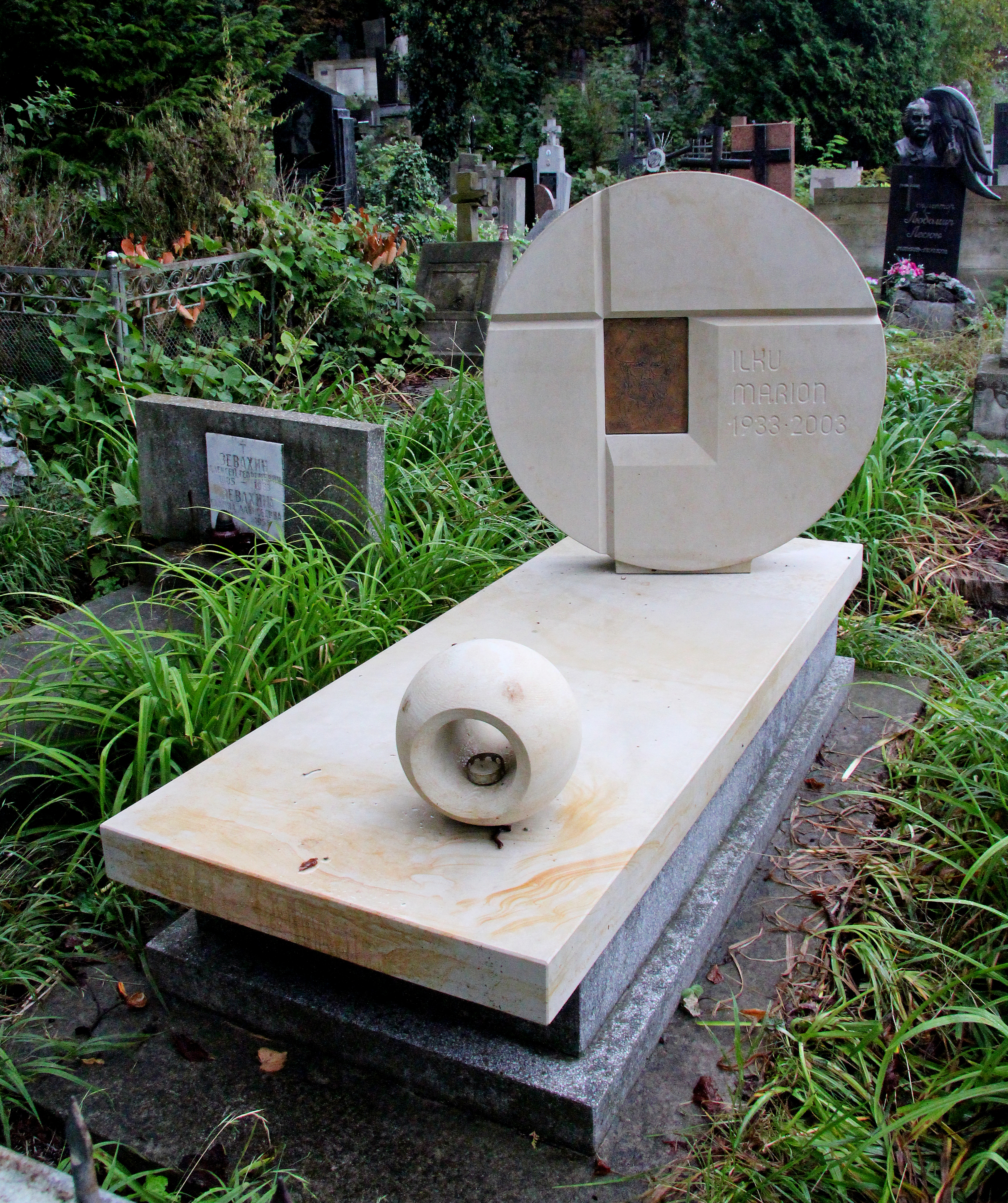

Маріо́н Зо́лтанович І́лку (* 27 травня 1933, Ужгород — † 25 лютого 2003, Львів) — художник в царині графічних творів, малював шаржі, член Національної спілки художників України.

## Життєпис
1952 року закінчив навчання в Ужгородському училищі прикладного мистецтва, учився у Йосипа Бокшая, Адальберта Ерделі, Андрія Коцки, Федора Манайла.
В 1958 — випускник Львівського інституту прикладного та декоративного мистецтва — тут вчився у Романа Сельського і Данила Довбошинського.
З 1960 року брав участь у виставках — республіканських, всесоюзних та зарубіжних.
Викладач Львівської Академії мистецтв.
Один із засновників та перший голова Товариства культури львівських угорців — з 1989 року.
Похований на 33 полі Личаківського цвинтаря. Нещодавно на могилі М. Ілку встановлено пам'ятник. Його автори — скульптор О. Дзиндра та архітектор Г. Сарваш.